# 長塚京三
長塚 京三（ながつか きょうぞう、1945年〈昭和20年〉7月6日 - ）は、日本の俳優。
東京都世田谷区出身。早稲田大学第一文学部演劇科中退。パリ大学に6年間留学していた。かつて山崎洋子事務所に所属していた。

## 来歴・人物
早稲田大学では演劇サークル劇団木霊に入り、当時の部の仲間には久米宏や田中眞紀子がいた。タモリ、若本規夫、西田健とは、同じ大学の同窓であり、同学年。
のち、渡仏してパリのパリ大学に留学。1974年、同大学留学中にジャン・ヤンヌ監督作品『パリの中国人（原題：fr:Les chinois à Paris）』の主役に抜擢されて俳優デビューを果たした。ドラマデビューは『樹氷』。
若手の頃は悪役・エリート役・恋敵役が多かったが、1995年のサントリーオールドのCM出演をきっかけに、中年以降は「理想の上司像」とされる役柄をこなすようになる。『ナースのお仕事』シリーズや『篤姫』で好演し、幅広い層から人気を博すようになった。
舞台でも読売演劇賞優秀賞受賞作品『オレアナ』に主演して話題を呼んだ。
私生活では2児をもうけたのち1982年に離婚して以降は長らく独身を貫いていたが、2009年10月20日に息子の長塚圭史が女優の常盤貴子と結婚した翌日の10月21日に個人事務所の女性マネジャーと再婚した。
特技は仏語、シャンソン。長野県軽井沢町に別荘がある。

## 出演

### 映画
- パリの中国人 Les Chinois à Paris（1974年） - 主演・中国軍の将軍 役[9]（※デビュー作[14]）
- 遠い一本の道（1977年） - 佐多隆 役（第28回ベルリン国際映画祭コンペティション部門上映作品）
- 日本フィルハーモニー物語 炎の第五楽章（1981年） - 山崎書記長 役
- cfガール（1989年） - 黒川 役
- 宇宙の法則（1990年） - 一也 役
- バカヤロー!3 へんな奴ら 第四話「クリスマスなんか大嫌い」（1990年） - 長沼修 役
- 真夏の地球（1991年） - 岡本先生 役（第1回日本映画プロフェッショナル大賞作品賞）
- ザ・中学教師（1992年） - 主演・三上周平 役（第47回毎日映画コンクール男優主演賞、第7回高崎映画祭主演男優賞）
- おこげ（1992年） - 塔一 役[15]
- ひき逃げファミリー（1992年） - 主演・元村裕史 役（第47回毎日映画コンクール男優主演賞）
- 虹の橋（1993年） - 忠七 役
- 君を忘れない（1995年） - 望月昌平 役
- 絵の中のぼくの村（1996年） - 田島健三 役
- 恋と花火と観覧車（1997年） - 主演・森原邦彦 役
- 瀬戸内ムーンライト・セレナーデ（1997年） - 主演・恩田幸吉、恩田圭太（成人） 役（二役）（第21回日本アカデミー賞優秀主演男優賞）
- 東京夜曲（1997年） - 主演・浜中康一 役
- 笑う蛙（2002年） - 主演・倉沢逸平 役（第24回ヨコハマ映画祭主演男優賞）
- 魔界転生（2003年） - 宮本武蔵 役
- レディ・ジョーカー（2004年） - 城山恭介 役
- 長い長い殺人（2008年） - 主演・響武史 役[注釈 1]
- ホームレス中学生（2008年） - コンビニの買い物客 役
- 臨場・劇場版（2012年） - 安永泰三 役
- あなたへ（2012年） - 塚本和夫 役
- ひまわり〜沖縄は忘れない あの日の空を〜（2013年） - 主演・山城良太 役
- 疎開した40万冊の図書（2013年） - ナレーション
- ぼくたちの家族 （2013年） - 若菜克明 役
- オンディーヌの呪い （2014年） - 主演（短編映画）
- クロスロード[注釈 2]（2015年） - 境顕二 役
- ミッドナイト・バス（2017年） - 山辺敬三 役
- UMAMI (2021年） - Tetsuichi Morita 役[17]
- お終活 再春!人生ラプソディ（2024年） - 五島英樹 役[18]
- 敵（2025年1月17日） - 主演・渡辺儀助 役[19]（第37回東京国際映画祭最優秀男優賞）
- 富士山と、コーヒーと、しあわせの数式（2025年10月24日公開予定） - 安藤偉志 役[20]

### オリジナルビデオ
- 餓鬼魂（1985年） - 主演・森岡隆男 役
- 君と見たい怖い話 第3話「ギクッ!」（1992年）

### テレビドラマ
- 樹氷（1974年、TBS）
- ポーラ名作劇場 / 黄昏にさようなら（1975年、NET）
- 太陽にほえろ!（NTV / 東宝）
  - 第221話「刑事失格!?」（1976年） - 沼田利夫
  - 第550話「俺はプロだ!」（1983年） - ジミー森本
  - 第580話「名人」（1983年） - 横井三郎
  - 第608話「パリに消ゆ」、第609話「モンブラン遥か」（1984年） - 仁科浩平
- 恐怖はゆるやかに（1976年、NHK総合）
- 必殺仕業人 第14話「あんたこの勝負をどう思う」（1976年、ABC / 松竹） - 竹次郎
- 大河ドラマ（NHK総合）
  - 花神（1977年） - 土方歳三
  - 草燃える（1979年）- 山木兼隆
  - おんな太閤記（1981年） - 織田信雄
  - 独眼竜政宗（1987年） - 留守政景
  - 炎立つ（1993 - 1994年）- 源頼朝
  - 篤姫（2008年） - 島津忠剛
  - 花燃ゆ（2015年） - 杉百合之助
- 土曜ドラマ（NHK総合）
  - 男たちの旅路（1977年）
  - 水辺の男（1995年）
  - 七つの会議（2013年） - 宮野和広
- 華麗なる刑事 第2話「男のバラード」（1977年、CX / 東宝） - 大場
- ポーラテレビ小説 （TBS）
  - 文子とはつ（1977年） - 深山勘七
  - こおろぎ橋（1978 - 1979年） - 池上
- 銀河テレビ小説（NHK総合）
  - 仮縫（1977年）
  - 朗読ドラマ 男どき女どき（1985年）
- 風が燃えた（1978年、TBS）
- 汽笛が響く!（1978年、KTV）
- チェックメイト78 第10話「バベルの塔を崩す警部」（1978年、ANB / テレパック）
- 明日の刑事（1979年、TBS）
  - 第59話「結婚をエサに女を喰った男」
  - 第72話「シーザー号の野生の証明」
- そば屋梅吉捕物帳 第3話「男一匹八百八町」（1979年、12ch / 国際放映） - 友吉
- 青春諸君!（1979 - 1980年、TBS） - 大薮
- あめりか物語（1979年、NHK総合） - 島木遼助
- 土曜ナナハン学園危機一髪「18歳・旅立ち」（1980年、CX）
- 特捜最前線 第208話「フォーク連続殺人の謎!」（1981年、ANB / 東映）
- 西部警察シリーズ（ANB / 石原プロ）
  - 西部警察 第93話「氷点下の激闘」（1981年） - 野中良
  - 西部警察 PART-III 第14話「マシンZ・白昼の対決!!」（1983年） - 深町英雄
- Gメンシリーズ（TBS / 東映→近藤照男プロ）
  - Gメン'75 第310話「バスルーム切り裂き魔」（1981年） - 村尾警部補
  - Gメン'82 第16話「花嫁強盗団」（1983年） - 野見山健
- 吉宗評判記 暴れん坊将軍 第186話「天下御免!虚無僧変化」（1981年、ANB / 東映） - 内藤兵庫
- 大岡越前（TBS / C.A.L）
  - 第6部 第11話「江戸っ子駕籠」（1982年5月17日） - 銀次
  - 第7部 第17話「脱走者を待つ女」（1983年8月15日） - 銀造
- 水曜時代劇 / 立花登 青春手控え 第18話「あばよ」（1982年、NHK総合）
- ザ・ハングマンシリーズ（ABC / 松竹）
  - ザ・ハングマンII 第17話「クイズ!? 電気ショックの恐怖」（1982年） - 黒木（国際電子産業重役）
  - 新ハングマン 第24話「婚約娘を襲う誘拐株式会社」（1984年） - 藤岡雄二（プライベートリサーチ社長）
- ビゴーを知っていますか（1982年、NHK総合）
- 少年ドラマシリーズ / 芙蓉の人（1982年、NHK総合） - 和田雄治
- 土曜グランド劇場（NTV）
  - あんちゃん 第4話「お寺は、ギャルであふれた!」（1982年）
  - 君だけに愛を（1991年）
- 松平右近事件帳 第43話「鴉の長吉何故泣くか」（1982 - 1983年、NTV） - 松五郎
- 眠狂四郎 円月殺法 第15話「ふたり狂四郎木枯し魔風剣」（1983年、TX） - 水上源之進
- 連続テレビ小説 / よーいドン（1983年、NHK総合） - ジョージ松田
- 外科医 城戸修平 第4話「燃えるささやき」（1983年、TBS）
- 新 大江戸捜査網 第5話「女房殺し疑惑の刃」（1984年、TX） - 佐倉直次郎
- 日本の面影（1984年、NHK総合）
- 中卒・東大一直線 もう高校はいらない!（1984年、TBS）
- ニュードキュメンタリードラマ昭和 松本清張事件にせまる 第3回「焼跡のクリスマス 戦後を駆けぬけた男」（1984年、ANB / 松竹）
- 金曜ドラマ（TBS）
  - 金曜日の妻たちへ
    - 金曜日の妻たちへII 男たちよ、元気かい?（1984年） - 編集長
    - 金曜日の妻たちへIII 恋におちて（1985年） - 遠藤啓司

  - わたしってブスだったの?（1993年）
- 月曜ワイド劇場 / 人工受精のわが子（1984年、ANB）
- 特命刑事ザ・コップ 最終話「なぜ!マリアが死んだ!」（1985年、ABC） - 旭星会会長のボディーガード
- 火曜サスペンス劇場（NTV）
  - 崩れる（1985年7月、東宝）- 検事
  - 向かいの家（1991年5月、総合プロデュース）
- ナショナル木曜劇場→木曜劇場（CX）
  - 親戚たち（1985年）
  - 輝く季節の中で（1995年） - 高槻功
- 誇りの報酬 第12話「これが情報屋のホコリだ!」（1985年、NTV / 東宝） - 新宿東署刑事
- 土曜ワイド劇場→土曜プライム・土曜ワイド劇場→日曜ワイド（ANB→EX）
  - 江戸川乱歩の美女シリーズ 第25作「黒真珠の美女」（1985年） - 宍戸
  - 赤いネックレスの女（1987年）
  - 悪女の季節（1991年） - 篠原英二
  - 尼さん探偵事件帖 第3作「湯けむりの向うに犯人が…! みちのく温泉殺人事件」（1991年、ABC / PDS） - 本田正哉
  - 深層捜査 ドクター大嶋二郎の事件日誌 - 主演 大嶋二郎
    - 第1作（2017年3月31日）（土曜プライム）
    - 第2作（2017年11月12日）（日曜ワイド）
    - 第3作（2019年9月8日）（日曜プライム）
- 水曜ドラマスペシャル→月曜ドラマスペシャル（TBS）
  - 女コロンボ危機一髪（1985年）
  - 人間交差点（1987年）
  - ひとさらい（1995年）-  武石刑事
  - 松本清張特別企画・父系の指（1995年） - 松本清張
- 愛の嵐（1986年、泉放送制作/THK）[21] - 大河原勇作
- セーラー服通り（1986年、TBS）
- 新大型時代劇 / 武蔵坊弁慶（1986年、NHK総合）
- 痛快!OL通り（1986年、TBS）
- 西田敏行の泣いてたまるか 第5話「故郷は緑なりき」（1986年、TBS / 国際放映、東阪企画）
- 華の嵐（1988年、THK） - 朝倉（津川）圭吾
- 痛快!ロックンロール通り（1988年、TBS） - 殿山栄太郎教諭
- 水曜ドラマ / 海岸物語 昔みたいに…（1988年、TBS） - 山崎次郎
- 教師びんびん物語（1988年、CX） - 三田不動産社長
- ドラマ23（TBS）
  - おじさん改造講座（1988年）
  - お見合いフルコース（1988年）
  - いまさら、初恋（1989年）
  - 離婚+結婚=再婚（1989年）
- 京都サスペンス / マルゴォの杯（1988年、KTV / 東映）
- 夏の嵐（1989年、THK） - 南部忠彦
- 詩城の旅びと（1989年、NHK総合） - 柏原尚志
- ドラマチック22 / 哀愁の玉ねぎボーイ（1989年、TBS）
- さよなら李香蘭（1989年、CX）
- 優しいだけがオトコじゃない（1990年、TX）
- 水曜ドラマ マダム・りん子の事件帖（1991年、NHK総合） - 麟子の夫
- 世にも奇妙な物語（CX）
  - 「息子帰る」（1991年）
  - 「女優」（1991年）
- 男と女のミステリー→金曜ドラマシアター→金曜エンタテイメント→赤と黒のゲキジョー（CX）
  - 安川刑事シリーズ 第2作「殺してしまいたい」（1991年） - 日比野周平
  - 主婦たちのざけんなヨ!!・不倫防虫剤の効能（1992年） - 大牟田周一
  - あゝ離婚式（2004年）
  - 瀬在丸紅子の事件簿〜黒猫の三角〜（2015年） - 根来機千瑛
- 先生のお気に入り（1991年、TBS）
- 大人は判ってくれない 第8回「ランナー」（1992年、CX）
- さよならをもう一度（1992年、CX）
- 熱い胸さわぎ（1992年、TBS）
- 木曜ドラマ（ANB）
  - 大空港'92（1992年）
  - お前の諭吉が泣いている（2001年）
- ネオドラマ 裏窓の女（1992年、ANB）
- お茶の間（1993年、YTV）
- 月曜ドラマ・イン / いちご白書（1993年、ANB） - 遠藤栄作
- 泣きたい夜もある 第12話「鳴らない結婚鐘」（1993年、MBS / TBS)
- ウルトラマンになりたかった男（1993年、TBS）- 寺村正憲
- 東芝日曜劇場→日曜劇場（TBS）
  - 課長サンの厄年（1993年）
  - 輝け隣太郎（1995年）
  - 理想の上司（1997年）
  - 官僚たちの夏（2009年）- 須藤恵作 （佐藤栄作がモデル）
- もうひとつのJリーグ（1993年、NTV）
- 火曜ドラマリーグ / お姉さんの朝帰り（1994年、ABC）
  - お姉さんの朝帰り
  - お姉さんの朝帰り2
- 麻酔（1994年、YTV）
- アリよさらば（1994年、TBS）
- 敷二礼二（1994年、TBS）
- 寝たふりしてる男たち（1995年、YTV）
- きっと誰かに逢うために（1996年、TX） - タクシー運転手（ストーリーテラー）
- 明日はだいじょうぶ（1996年、KTV）
- ナースのお仕事（CX） - 沢田俊介
  - パート1（1996年）
  - パート2（1997年）
  - パート3（2000年）
- スキップ（1996年、NHK総合）
- 元旦特別企画・松本清張原作「天城越え」（1998年、TBS） - 西浦多吉（30年後）
- 水曜劇場（CX）
  - ニュースの女（1998年）
  - 天使のお仕事（1999年）
- 定年ゴジラ（2001年、NHK）
- A side B（2001年、BS-i）
- 再会（2001年、CBC制作 / TBS）
- 朗読紀行 にっぽんの名作（NHK総合)
  - 「張込み」（2002年1月28日）
- しあわせのシッポ（2002年、TBS）
- カネボウ木曜劇場 / 真夜中の雨（2002年、TBS）
- きみはペット（2003年、TBS）
- 月曜ドラマシリーズ（NHK総合）
  - 愛の家〜泣き虫サトと7人の子〜（2003年）
  - オーダーメイド〜幸せ色の紳士服店〜（2004年）
- ドラマW（WOWOW）
  - 娘の結婚（2003年）
  - マエストロ（2006年）
  - 長い長い殺人（2007年） - 響武史[注釈 1]
  - ルパンの消息（2008年）
- ドリーム〜90日で1億円〜（2004年、NHK総合）
- シェエラザード〜海底に眠る永遠の愛〜（2004年、NHK総合）- 小笠原太郎
- 夢で逢いましょう（2005年、TBS）
- 里見八犬伝（2006年、TBS）
- 母恋ひの記（2008年、NHK総合）
- 文芸社ドラマスペシャル / 逆転夫婦の珈琲ワルツ（2009年2月15日、EX）
- ドラマスペシャル / 断絶（2009年、EX） - 石神創 役
- 月の恋人〜Moon Lovers〜（2010年5月、CX） - 大貫照源
- ドラマ10（NHK総合）
  - マドンナ・ヴェルデ〜娘のために産むこと〜（2011年）
  - カレ、夫、男友達（2011年） - 草壁修司
- 家族法廷（2011年、BS朝日） - 主演・小野寺達彦 役
- 階段のうた season3（2011年、TBS） - マスター
- 連続ドラマW（WOWOW）
  - マグマ（2012年） - 御室耕治郎
  - 沈まぬ太陽 （2016年、） - 国見正之
- BS時代劇 / 薄桜記（2012年7月 - 9月、NHK BSプレミアム） - 吉良上野介
- プレミアムよるドラマ / ラスト・ディナー 第2夜「最後の言葉」（2013年3月、NHK BSプレミアム）
- 恐竜せんせい（2013年9月、NHK BSプレミアム） - 阿久津竜太郎
- 月曜ミステリーシアター / ペテロの葬列（2014年7月 - 9月、TBS） - 佐藤一郎
- わが家（2015年、MBS / TBS） - 桜木武士
- 水曜ミステリー9 / 逆転弁護士ヤブハラ（2015年、TX） - 主演・藪原勇之進 役
  - 第1作「証言拒否」
  - 第2作「京都・十七年前の真実」
- NHK正月時代劇 / 陽炎の辻〜居眠り磐音 江戸双紙〜スペシャル 完結編（2017年、NHK総合） - 田沼意次
- 女の勲章（2017年、CX） - 白石庸介
- CRISIS 公安機動捜査隊特捜班（2017年4月11日 - ） ‐ 鍛冶大輝
- 眩〜北斎の娘〜（2017年、NHK総合） - 葛飾北斎 [22]
- プレミアムドラマ（NHK BSプレミアム）
  - 平成細雪（2018年） ‐ 蒔岡吉次郎
  - 歪んだ波紋（2019年11月3日 - 12月22日） - 相賀正和 [23]
- 孤高のメス（2019年） - 大川松男
- NHKスペシャル「発見 昭和天皇御進講メモ〜戦時下 知られざる外交戦〜」（2023年8月7日、NHK総合） - 松田道一 役 ※再現ドラマでの出演
- 広重ぶるう（2024年3月23日、NHK BSプレミアム4K） - 葛飾北斎 役[24]

### 配信ドラマ
- Hulu U35クリエイターズ・チャレンジ「まんたろうのラジオ体操」（2022年2月、Hulu）- 村山万太郎 役
- フクロウと呼ばれた男（2024年4月 - 5月、Disney+） - イサム 役[25]

### CM
- TOTO 「シャンプードレッサー」(1989年)
- 江崎グリコ 「ポッキー四姉妹物語」（1993 - 1995年）
- サントリー「NEW OLD」（サントリーオールド）（「OLD is NEW」「恋は、遠い日の花火ではない。」、1994年）
- サントリー「フラバン茶」（フラバンジェノール）
- 東海旅客鉄道（JR東海）「そうだ 京都、行こう。」ナレーション（1993 - 2018年）
- ローソン（中山美穂と共演、父親役）
- トヨタ自動車「スプリンター」（1997年）
- 大正製薬「大正漢方胃腸薬」
  - 野村克也と共演（2006年）
  - アントキの猪木と共演（2008年）
  - ダンディ坂野と共演（2011年）
- 住友信託銀行（現：三井住友信託銀行）「信託世代」（音楽：森田公一とトップギャラン「青春時代」）
- 東北電力「企業CM」
- フィリップモリス「パーラメント」ナレーション（自由と安らぎの香り アメリカンブルー パーラメント）
- 本田技研工業 「シビック（3代目・ワンダーシビック後期）」ナレーション
- 日産自動車「ブルーバード」ナレーション（1989 - 1991年）
- 日産自動車「車内外クリーンエア」ナレーション
  - 『車外篇』（2007年1月1日 - ）
  - 『車内篇』（2007年1月29日 - ）

### その他のテレビ番組
- 私のとっておき（1995年、NHK総合）
- モーニングジャンボ奥さま8時半です（TBSテレビ系）
- いのちの響（TBSテレビ系）
- シネマの中へ（ザ・シネマ）
- 世界一周 魅惑の鉄道紀行 第152・153回 (2016年6月13日、BS-TBS) - コンシェルジュ（ナレーション）
- 科学ミチル。世界は未知で満ちている（2017年4月6日 - 2018年3月29日、BSジャパン） - 探究人（ナレーション）[26]
- 目撃!にっぽん 政治家 野中広務の遺言～追い求めた“真実一路"（2018年7月15日、NHK総合）- ナレーション
- A-Studio+（2025年1月24日、TBSテレビ系） - ゲスト[27]

### ラジオ
- 音の本棚（1976 - 1979年、TFM）

### 舞台
- オレアナ（1994、1999年）第2回読売演劇大賞作品賞
- 長塚京三ひとり芝居『侍』（2000年）
- マイ・ロックンロール・スター（2002年）
- 偶然の男（2004年）
- ディファイルド（2004年）
- 60歳のラブレター（2005年）
- 黄昏（2006年）
- エンバース〜燃え尽きぬものら（2008年、俳優座劇場）
- みんな我が子（2011年、梅田芸術劇場）

## 著書
- 僕の俳優修業（1999年7月、筑摩書房）ISBN 978-4480872975
- 私の老年前夜（2006年9月、筑摩書房）ISBN 978-4480873538
- 破顔（2007年2月、清流出版）ISBN 978-4860291914

## 受賞歴
1993年
- 第47回毎日映画コンクール 男優主演賞（『ひき逃げファミリー』､『ザ・中学教師』）
- 高崎映画祭 主演男優賞（『ザ・中学教師』）

1997年
- 第26回ベストドレッサー賞 スポーツ・芸能部門[28]

1998年
- 第21回日本アカデミー賞 優秀主演男優賞（『瀬戸内ムーンライト・セレナーデ』）[29]
- 第13回ザテレビジョンドラマアカデミー賞 ベストドレッサー賞（『理想の上司』）[30]

2003年
- 第24回ヨコハマ映画祭 主演男優賞（『笑う蛙』）[31]

2024年
- 第37回東京国際映画祭 最優秀男優賞（『敵』）[32]